# Lívia Rév
Lívia Rév (Boedapest, 5 juli 1916 – Parijs, 28 maart 2018), Hongaars: Rév Lívia, was een Hongaars pianiste en pianopedagoge. Zij begon haar carrière in 1925 en zette deze voort tot op hoge leeftijd. Ze werd beschouwd als een van de betere Chopin- en Debussy-vertolksters van haar tijd.

## Biografie

### Begin carrière en vestiging in Parijs
Rév werd geboren op 5 juli 1916 te Boedapest in een familie van musici. Op 9-jarige leeftijd wint zij het Grand Prix des Enfants Prodiges, een wedstrijd voor begaafde muzikale kinderen. Reeds op haar 12e trad zij voor de eerste keer op met het Boedapest Symfonieorkest. In 1938 studeerde zij af aan de Franz Liszt Muziekacademie in Boedapest alwaar zij les kreeg van onder andere Leo Weiner en Székely Arnold in piano. Daarna studeerde ze aan de conservatoria van Leipzig en Wenen. In 1946 verliet zij haar vaderland en vertrok naar Frankrijk ook al sprak ze op dat moment nog geen Frans. In datzelfde jaar schreef zij zich in voor de Long-Thibaud-Crespin-wedstrijd maar uiteindelijk liet zij verstek gaan doordat zij zich, naar eigen zeggen, niet voldoende had voorbereid. In 1948 ontmoet ze pianist Arthur Rubinstein die haar prijst in een recensie.

Hier is een pianiste wie echt talent heeft en alles dat erbij hoort: het ritme, de stijl, het geluid, de emotie en een perfecte techniek.
— Arthur Rubinstein

### Internationale carrière
In 1950 werd Rév opgemerkt door Brits dirigent en organist Malcolm Sargent tijdens een uitvoering in Wigmore Hall te Londen en zij traden vervolgens aldaar samen op. Hierna trad zij op voor koningin Elizabeth II wat uiteindelijk het begin van haar internationale carrière betekende. Zij heeft gespeeld in concerten onder leiding van de dirigenten zoals: Adrian Boult, André Cluytens, Eugen Jochum, Josef Krips en Rafael Kubelik. Optredens afgerond met belangrijke solo-opnames, zoals de Préludes van Debussy, Chopins Nocturnes en Mendelssohns Liederen zonder woorden. In 1963 werd ze uitgenodigd om haar debuut te maken in de Verenigde Staten bij het Rockefeller Institute. Daaropvolgend maakte zij haar debuut met een uitvoering in The Town Hall in New York. In april 2010 gaf ze nog een gezamenlijk concert met de Hongaarse pianist Tamás Érdi in het Müpa in Boedapest.

### Lesgeven en overlijden
In de laatste jaren van haar leven, die zij doorbracht in en rondom Parijs, concentreerde Rév zich op lesgeven aan Université Musicale Internationale de Paris en gaf elk jaar een masterclass aan Institut hongrois de Paris in Parijs. Haar laatste concert gaf ze in 2012 op 96-jarige leeftijd aan de muziekfaculteit van de Universiteit van Szeged in Hongarije. Op 28 maart overleed zij in Parijs, waar zij woonde met haar echtgenoot Pierre Aubé. Lívia Rév is 101 jaar oud geworden.

## Trivia
- In Hongarije is een film gemaakt over het leven van Lívia Rév.[8]